# Lisotrigona cacciae
Lisotrigona cacciae är en biart som först beskrevs av Nurse 1907.  Lisotrigona cacciae ingår i släktet Lisotrigona, och familjen långtungebin. Inga underarter finns listade.

## Utseende
Ett mycket litet bi, mindre än 3 mm långt. Huvud och mellankropp är mörkbruna till svarta, medan bakkroppen är brun.

## Ekologi
Släktet Lisotrigona tillhör de gaddlösa bina, ett tribus (Meliponini) av sociala bin som saknar fungerande gadd. De har dock kraftiga käkar, och kan bitas ordentligt.
Bland annat denna art har blivit känd genom sin vana att dricka tårar från däggdjur (inklusive människor), fåglar och reptiler. Man antar att tårarna, tack vare dess relativt höga proteininnehåll, tjänar som en extra proteinkälla, utöver pollen, åt larverna.

## Utbredning
Arten har påträffats i Indien (delstaten Madhya Pradesh), Sri Lanka, Laos, Vietnam, Malaysia (inklusive Sarawak) och Indonesien